# Caçador
|  | Aquest article tracta sobre soldats destinats a servir com a tropes lleugeres. Si cerqueu les persones que practiquen la caça, vegeu «caça». |

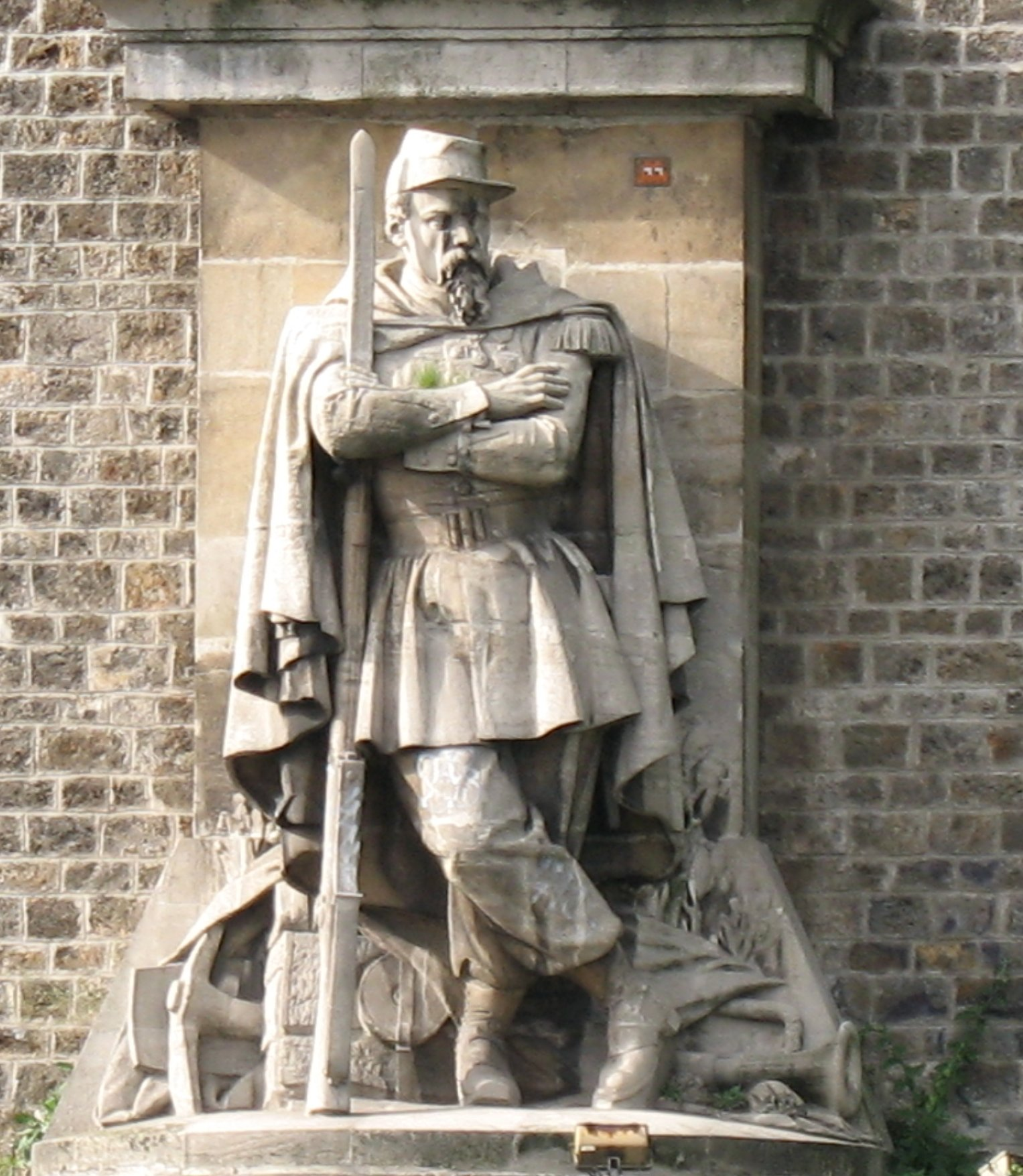
Estàtua d'un caçador, per Auguste Arnaud

Els caçadors (del francès chasseurs) eren soldats destinats a servir com a tropes lleugeres, bé sigui per companyies unides als seus regiments o separades, formant cossos per si soles. A França, es distingeixen dues menes de caçadors: els caçadors a peu i els caçadors a cavall.

## Caçadors a peu

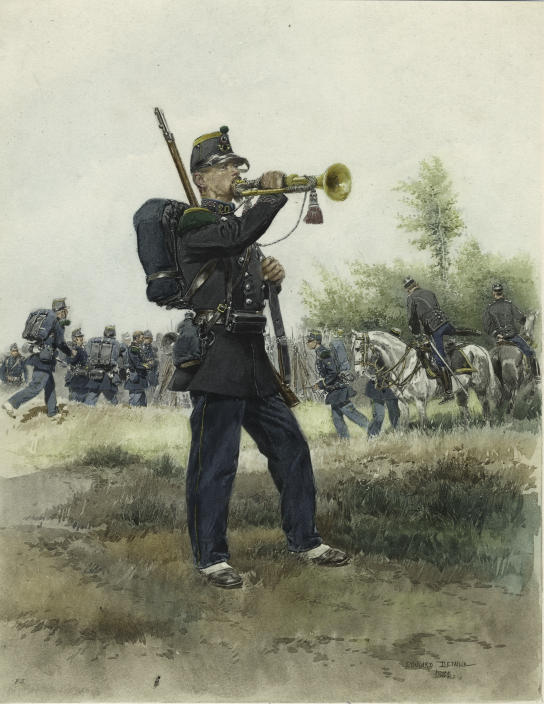
Caçador a peu, 1885

### Formació i composició
Els caçadors a peu van ser creats per l'ordenança de 25 de març de 1776. Es va formar una companyia en cada regiment, excepte en els de Suïssos i al del Rei, compost de quatre batallons, se li'n van donar dos.
Per a aquesta formació es van escollir els sergents, caporals, soldats i tambors més àgils i vigorosos de cada regiment i més a propòsit per a l'espècie de servei al fet que se li destinaven sense atenció a la talla, i també havien d'escollir-se els Oficials amb el mateix objecte.
Els caps d'aquestes companyies van ser un capità comandant, un segon capità, un primer tinent, un segon tinent i dos sotstinents. i els suboficials, un primer sergent, un furrier, cinc sergents segons i deu caporals: amb cent quaranta-quatre caçadors, dos tambors, un fracer (barber) i un cadet noble que es va reformar després. Aquesta havia de ser la composició de cada companyia de caçadors durant la guerra i en la pau: de cent setze homes.
Els caporals, avantatjats i caçadors de cada companyia formaven vuit esquadres i cadascuna es componia d'un caporal, un avantatjat i nou caçadors. Aquestes esquadres feien quatre subdivisions de dos esquadres, amb un sergent cadascuna. les quatre subdivisions componien dues divisions de dos subdivisions, manades la primera pel tinent primer i el primer sotstinent, i la segona, pel tinent segon i el segon sotstinent.
En el moment de la formació dels caçadors, cada companyia del regiment va ser igual nombre d'homes però després, es van reemplaçar escollint entre els reclutes els que semblaven més a propòsit.

### Armes i vestuari
Els caçadors estaven armats com la resta de la infanteria francesa i solament tenien de particular un sabre semblant al dels granaders: el seu uniforme difereix únicament dels fusellers en la presilla i contrapresilla de les espatlles, que és de drap verd folrada en blanc en lloc de drap blanc i la guarnició del color del distintiu del regiment i en la volta de les faldilles de la casaca on duen una corneta de caça, en lloc d'una flor de lis.

### Serveis dels caçadors en la pau i en la guerra
Els caçadors eren només fusellers i com a tals, havien de fer el servei sense distinció també en temps de pau. L'única distinció que van aconseguir és alternar amb els granaders per portar i portar les banderes.

## Caçadors a cavall

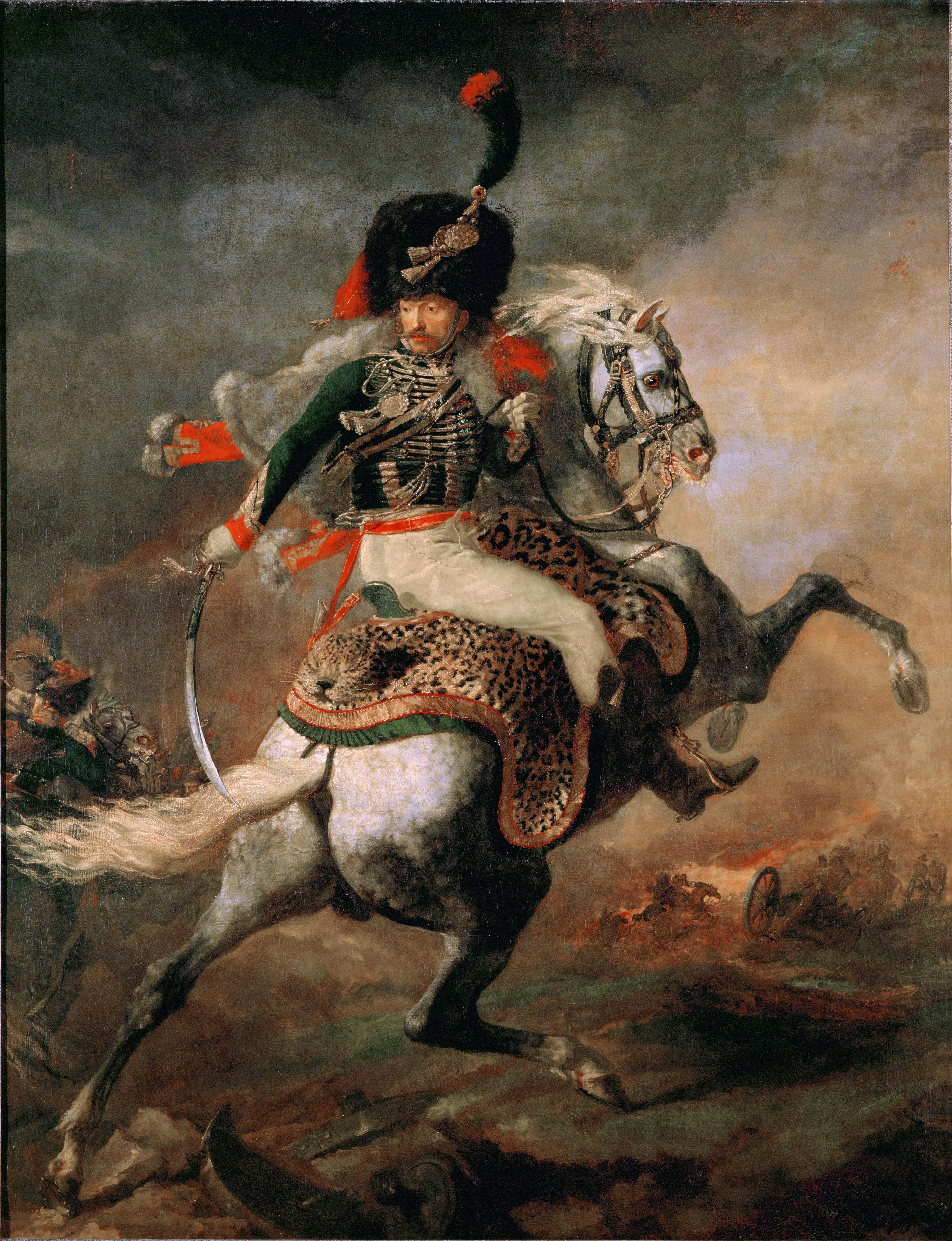
Caçador a cavall

Per una ordenança de 25 de març de 1776 es van suprimir les legions que hi havia llavors i de cadascuna es van formar quatre esquadrons de caçadors a cavall i posteriorment, els caçadors es convertirien en legions.
Cada esquadró es va formar d'una sola companyia, com en la resta de la cavalleria, es va compondre de la mateixa manera i es va agregar a un regiment de dragons. Així es va llevar als caçadors la qualitat de tropes lleugeres independents.
Un cos d'infanteria i cavalleria creat amb el nom de caçadors de Fischer, va tenir successivament diferents augments i va arribar per una ordenança de 8 de juliol de 1757 a mil dos-cents homes, meitat infanteria i meitat cavalleria. Aquest cos va prendre després el títol de dragons caçadors de Conflans, conforme a l'ordenança de 17 d'agost de 1761. Una altra ordenança de 17 d'octubre del mateix any va augmentar fins a cent homes cadascuna de les vuit companyies de dragons caçadors a peu i va haver-hi també altres companyies i cossos de caçadors barrejats d'infanteria i cavalleria. Una ordenança provisional de 8 d'agost de 1784 va tornar els regiments de caçadors a cavall a la seva primitiva institució.
Cadascun dels sis regiments de caçadors a cavall es componia de quatre esquadrons i d'un batalló: L'esquadró d'una companyia i el batalló, de quatre; aquell com en la cavalleria i aquest, com en la infanteria. L'esquadró sobre el peu de pau, eren en total de vuitanta i quatre homes inclosos els suboficials i trompetes i tenia sis oficials; i sobre el peu de guerra de cent cinquanta-tres, amb els mateixos oficials.
El total de cada companyia de caçadors a peu sobre el peu de pau, explicava setanta-nou inclosos els suboficials i tambors al comandament de sis oficials, i sobre el peu de guerra de cent vint-i-vuit, amb els mateixos Oficials. Les dues últimes companyies solament tenien un tambor cadascuna. Cada companyia, tant del carrer com de cavall, es dividia en vuit esquadres: les de cavall es componien d'un brigadier, un avantatjat i vuit caçadors sobre el peu de pau i sobre el de guerra, dels dos primers i deu i sis caçadors. Les del carrer, d'un caporal, un avantatjat i set caçadors en temps de pau i de tretze d'aquests amb els dos primers en el de guerra. Les divisions i subdivisions es formen com en la resta de l'exèrcit i les altres disposicions d'aquesta ordenança són semblants a les que regulaven les altres tropes.